# Batteries Not Included
Batteries Not Included, estilizado como *batteries not included (en España: Nuestros maravillosos aliados; en Hispanoamérica: Milagro en la calle 8 o Las baterías no están incluidas) es una película estadounidense de ciencia ficción y fantasía estrenada en 1987, producida por Steven Spielberg y protagonizada por Hume Cronyn y Jessica Tandy.

## Sinopsis
Un grupo de personas habitan un bloque de apartamentos que está a punto de ser demolido por una ambiciosa compañía. Sin embargo, al observar la resistencia de estos por abandonar el lugar, deciden contratar a una pandilla de matones para que los atemoricen y obliguen a abandonar el lugar.
Pero lo que nadie se espera es el surgimiento de una familia de naves espaciales con vida propia que ayudan a los residentes a resolver su difícil situación.

## Reparto
| Actor              | Personaje      |
| ------------------ | -------------- |
| Hume Cronyn        | Frank Riley    |
| Jessica Tandy      | Faye Riley     |
| Frank McRae        | Harry Noble    |
| Elizabeth Peña     | Marisa Esteval |
| Michael Carmine    | Carlos         |
| Dennis Boutsikaris | Mason Baylor   |

## Recepción
La crítica fue buena sobre todo por los buenos efectos especiales y el buen entretenimiento que provee. En el sitio Rotten Tomatoes recibió una valoración de 64% de crítica positiva.
En cuanto a taquilla, fue un éxito, pues recaudó más de 32 millones de dólares, siendo una de las películas más taquilleras de 1987. Además, en su semana de estreno ocupó la posición número 1.